# Geopolítica da Europa
A Geopolítica da Europa, apesar de não possuir um território extenso, é dividida em numerosos países pequenos e médios. Alguns como, como o Vaticano, Mônaco e San Marino, não são maiores do que uma cidade; outros são pouco mais extensos: Liechtenstein, Malta e Andorra. Fora a Rússia,  os maiores países são a França e Espanha, menores que alguns estados brasileiros, como Bahia e Minas Gerais. No total,  a Europa há 48 nações, em que imperam sistemas de governo republicanos e, em alguns casos, monárquicos.Todos os países podem ainda ser classificados como pertencentes à Europa Oriental ou Ocidental, divisão que coincide com a estrutura político-econômica adotada pelos Estados europeus após a Segunda Guerra Mundial; os países socialistas faziam parte da Europa Oriental, em que o Estado centralizava as atividades econômicas, enquanto os países capitalistas, em que a economia baseava na livre iniciativa, localizavam-se na Europa Ocidental.

Zonas ocupadas pelos Aliados na Alemanha em 1947, com os territórios a leste da linha Oder-Neisse sob administração polaca ou anexação soviética, além do protetorado de Sarre e a Berlim dividida. A Alemanha Oriental era formada pela Zona Soviética, enquanto a Alemanha Ocidental era formada pelas zonas estadunidense, britânica e francesa em 1949 e do Sarre em 1957.

Essa classificação conforme já foi dita, passou a existir somente após a Segunda Guerra Mundial, quando as duas potências, União Soviética e Estados Unidos, libertaram territórios, regiões e cidades do domínio nazista e passaram a impor sua influência sobre eles. As tropas soviéticas ocuparam temporariamente os países do leste europeu, e a Alemanha teve seu território dividido em dois setores, constituindo dois países: a República Federal da Alemanha, ocidental e capitalista, e a República Democrática Alemã, oriental e socialista. Berlim, a antiga capital alemã, sofreu a mesma divisão. Somente em 1990, após 45 anos de separação: as duas Alemanhas foram reunificadas.
Logo após a guerra, entre 1945 e 1955, houve um período denominado Guerra Fria, em que os atritos entre as duas grandes potências se acentuaram. Criou-se, no Ocidente, a expressão Cortina de Ferro para indicar a divisão rígida entre os países da Europa Ocidental — que, com a ajuda dos Estados Unidos, se recuperaram economicamente e permaneceram capitalistas e liberais — e os da Europa Oriental — que, sob influência da União Soviética, se tornaram repúblicas populares, adotando uma economia socialista e coletivista.
República popular é a designação comum aos Estados constituídos por uma Frente Popular que consegue as diversas tendências políticas de um país, sempre dominadas pelos ideais do proletariado (operariado) e do Partido Comunista.
A Europa Ocidental é, com poucas exceções, altamente desenvolvida e industrializada; consome considerável parcela da economia mundial e produz grandes quantidades de aço, cimento, máquinas, automóveis, vinho, trigo, cevada e laticínios, além de inúmeros outros artigos.
As excelentes condições em que vive a maior parte do continente refletem-se não só nos indicadores econômicos, mas também nos dados sociais: quase inexistência de analfabetos, alto PIB per capita, baixo crescimento vegetativo, etc.
Há, entretanto, algumas áreas que ainda apresentam economia basicamente agrícola e desenvolvimento industrial menos acentuado. Constituem exceção certas partes dos países da Europa Meridional: Portugal, Espanha, Grécia, Itália e a parte europeia da Turquia. Na última década foram feitos esfoços no sentido de mudar esse quadro, de modo a integrar essas regiões ao padrão sócio-econômico do continente.
Há, ainda o caso da parte oriental da parte oriental da Alemanha que, embora possua indústrias de base, apresenta marcante desnível sócio econômico em relação à parte ocidental do país.
Também na Europa Oriental há grande industrialização, principalmente na Rússia. Desde que esses países se tornaram repúblicas populares, sua economia passou a ser controlada pelo Estado e tornou-se planificada, o que levou ao incentivo para a criação e o desenvolvimento de indústrias de base e de equipamentos.
À semelhança do que ocorre no lado ocidental, também os países europeus orientais apresentam alguns constrastes entre si, uns com maior, outros com menor índice de desenvolvimento.

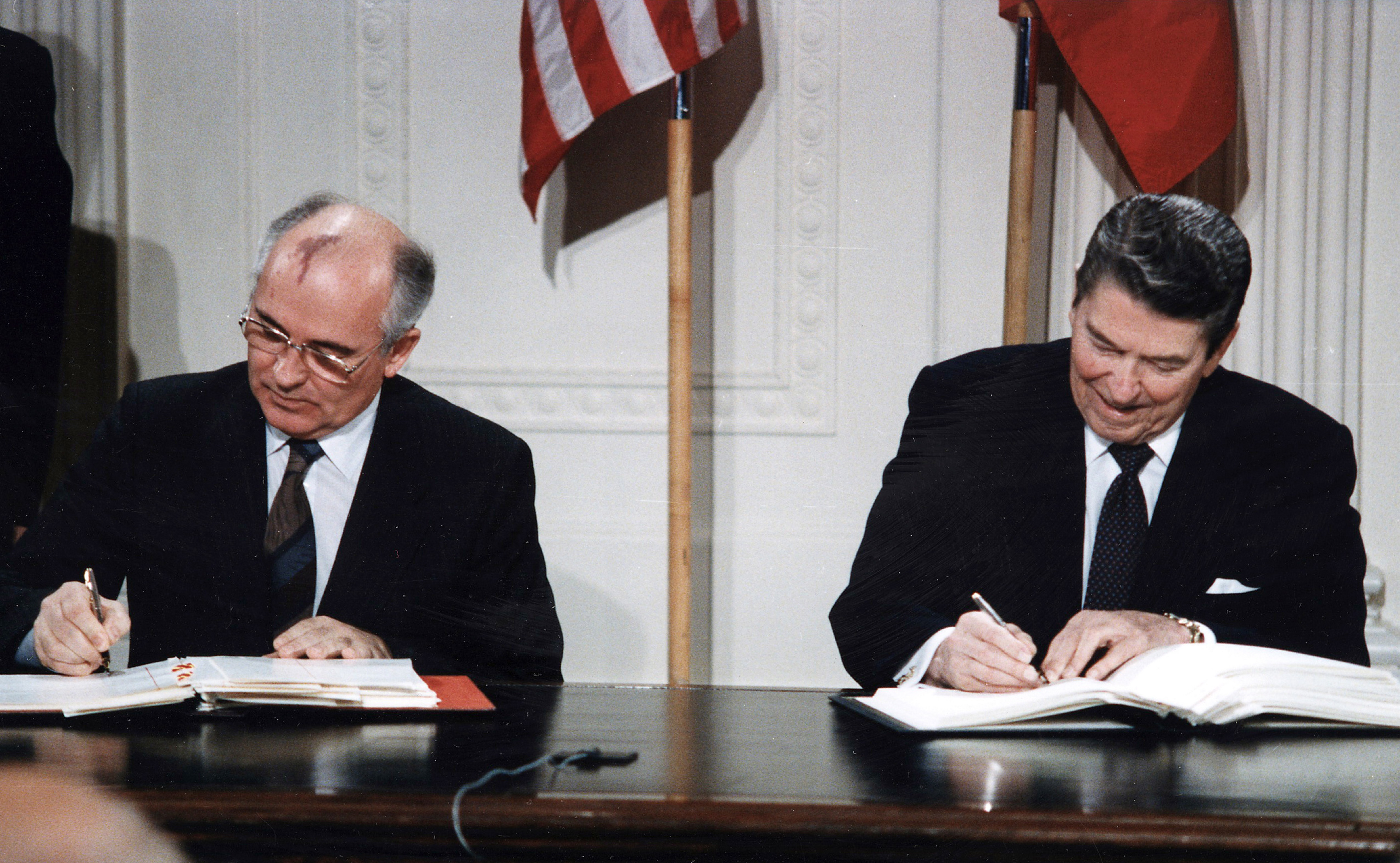
Mikhail Gorbachev, Secretário-Geral do Partido Comunista da União Soviética e Ronald Reagan, Presidente dos Estados Unidos assinando o Tratado INF.

A partir da segunda metade da década de 1980, foram iniciadas diversas reformas políticas e econômicas em todo o leste europeu, graças à eleição de Mikhail Gorbatchev para secretário do Partido Comunista da União Soviética em 1985, época em que a crise econômica do país tinha se agravado bastante. Visando a vida econômica e política da União Soviética, Gorbatchev  iniciou a glasnost (abertura política) e a perestroika (reestruturação econômica).
Inicialmente, a perestroika pretendeu realizar liberalização controlada da economia, para posteriormente, introduzir a economia de mercado, por meio da entrada cada vez maior de transnacionais e da privatização de empresas estatais, tanto na indústria como no comércio e na agricultura.
No plano político, iniciaram-se também reformas importantes: a glasnost permitiu a volta e a libertação de dissidentes presos ou exilados, as discussões políticas livres e a abertura de imprensa. A mais importante reforma, no entanto, foi substituição de partido único. Até então, tanto na União Soviética, como nos demais países socialistas europeus, existe o monopóilio político do Partido Comunista. A partir do início de 1990, em vários países da Europa Oriental foram marcadas eleições livres e pluripartidárias, ou seja, além do próprio Partido Comunista, outros partidos puderam concorrer às eleições, e muitos foram vitoriosos.
Apesar de todas essas reformas, os países do leste europeu ainda se diferenciavam dos países da Europa Ocidental, tradicionalmente capitalistas, porque estavam atravessando um período de transição da economia planificada para a economia de mercado.
As mudanças, de forma mais profunda, espalharam-se pelos demais demais países do leste europeu e as repercussões ainda não foram totalmente reconhecidas. O andamento dessas mudanças foi mais acelerado em 1989, quando se deflagrou uma série de acontecimentos por toda a Europa Oriental. Veja o quadro a seguir:
| Data              | Acontecimento |
| ----------------- | --- |
| Janeiro           | O Parlamento Húngaro aprova o plupartidarismo (a ser regulado em outubro). |
| 26 de março       | Tem lugar o primeiro turno das eleições para a formação do Congresso dos Deputados do Povo. |
| 17 de abril       | Na Polônia, depois de dois meses de negociações, o governo volta a legalizar o sindicato independente Solidarność (proscrito em 1982).                                                                               |
| Maio              | O governo húngaro abre a fronteira com a Áustria. Isso permitirá, mais tarde, que milhares de alemães-orientais fujam para o Ocidente, acelerando a queda do governo de Berlim.                                      |
| 25 de maio        | O Congresso dos Deputados do Povo elege Mikhail Gorbatchev presidente da República. |
| 6 a 18 de junho   | Políticos ligados aos Solidarność vencem as eleições parlamentares polonesas, realizadas em dois turnos. O governo propôs uma coalizão encabeçada pelo PC. O Solidarność rejeita.                                    |
| 24 de agosto      | Depois de discussões, ameaças e composições do PC do Solidarność, o editor católico Tadeusz Mazowiecki é indicado premiê, para formar um governo do coalizão. É o governo de maioria não comunista no leste europeu. |
| 17 de outubro     | O dirigente alemão-oriental Erich Honecker cai em consequência de protestos de rua por democracia. É substituído por Egon Krenz, também do PC, que promete reformas.                                                 |
| 23 de outubro     | A República Popular da Hungria muda de nome e passa a chamar-se República da Hungria. |
| 7 de novembro     | Caem todos os ministros do novo governo alemão-oriental. Mais tarde, Hans Modrow, também comunista, mas da ala reformista, assumiria o governo.                                                                      |
| 9 de novembro     | Cai o muro de Berlim. |
| 10 de novembro    | O dirigente búlgaro Todor Jivkov (35 anos de poder) renuncia a todos os cargos. É substituído por líderes comunistas reformistas.                                                                                    |
| 24 de novembro    | Manifestação por democracia reúne 400 mil em Praga (capital tcheca). O dirigente Milos Jakes renuncia. |
| 30 de novembro    | O governo tcheco abre as fronteiras. |
| 2 e 3 de dezembro | Mikhail Gorbatchev e George Bush se encontram em Malta para uma reunião de cúpula. |
| 18 de dezembro    | Protestos em Timisoara (Romênia) exigem democracia. A polícia secreta do ditador Nicolau Ceausescu abre fogo contra os manifestantes, deixando milhares de mortos.                                                   |
| 23 de dezembro    | Os protestos se espalham por todo o país. O Exército adere aos manifestantes e tem início uma guerra civil. |
| 25 de dezembro    | O exército romeno já controla quase todo o país. Ceausescu e sua mulher, Elena, são presos, julgados em segredo e fuzilados.                                                                                         |